# Xysticus ferox
Xysticus ferox is een spinnensoort uit de familie van de krabspinnen (Thomisidae).
De wetenschappelijke naam van de soort werd in 1847 als Thomisus ferox gepubliceerd door Nicholas Marcellus Hentz. In 1837 was door Charles Athanase Walckenaer voor deze soort al de naam Thomisus transversatus gepubliceerd, maar die naam is onopgemerkt gebleven en geldt nu als nomen oblitum. 